# دلفين قنيني الخطم هندوباسيفيكي
الدلفين قنيني الخطم الهندوباسيفيكي (الاسم العلمي: Tursiops aduncus) هو نوع من الحيتانيات، يتبع جنس دلفين قاروري الأنف.